# Žinėnai (Jonava)
Žinėnai ist ein Dorf mit 33 Einwohnern (Stand: 2011) in Litauen, im Bezirk Kaunas, in der Rajongemeinde Jonava, im Amtsbezirk Kulva, 25 km von Kaunas, 14 km von Jonava, 7 km von Lapės (Rajongemeinde Kaunas), 12 km von Kulva, an der Fernstraße KK 1509 (Batėgala–Žinėnai). Unweit vom Dorf entspringt die Barupė, der linke Nebenfluss des Nevėžis'. Im Dorf gibt es ein mobiles Postamt (Jonavos 1-asis kilnojamasis paštas), LT-55340. In Sowjetlitauen gehörte das Dorf dem Umkreis Kulva (Kulvos apylinkė). Hier lebten früher 104 Einwohner (Stand: 1970).